# Aphloia theiformis
Aphloia theiformis är en tvåhjärtbladig växtart. Aphloia theiformis ingår i släktet Aphloia och familjen Aphloiaceae.

## Underarter
Arten delas in i följande underarter:
- A. t. andringitrensis
- A. t. obcuneata
- A. t. tsaratananae
- A. t. deltoides
- A. t. madagascariensis
- A. t. mauritiana
- A. t. theiformis
- A. t. angusta
- A. t. angustissima
- A. t. caerulescens
- A. t. latifolia
- A. t. micrantha
- A. t. micranthera
- A. t. minima
- A. t. racemosa
- A. t. seychellensis

## Bildgalleri

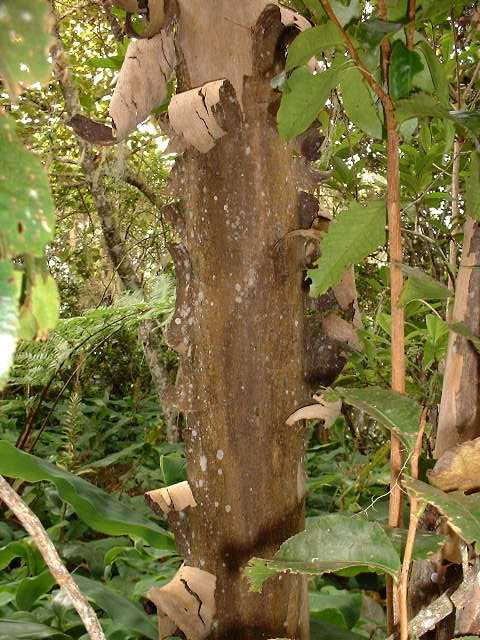